# أندرس راسموسن
أندرس راسموسن (بالدنماركية: Anders Rasmussen)‏ (1 يونيو 1976 آرهوس الدنمارك - ) هو لاعب كرة قدم دانمركي يلعب كحارس مرمى.